# Бутенак-Туван
Бутена́к-Тува́н (фр. Boutenac-Touvent) — коммуна во Франции, находится в регионе Пуату — Шаранта. Департамент коммуны — Шаранта Приморская. Входит в состав кантона Коз. Округ коммуны — Сент.
Код INSEE коммуны — 17060.

## Население
Население коммуны на 2010 год составляло 207 человек.
| 1962 | 1968 | 1975 | 1982 | 1990 | 1999 | 2010 |
| ---- | ---- | ---- | ---- | ---- | ---- | ---- |
| 278  | 246  | 227  | 231  | 219  | 218  | 207  |

## Экономика
В 2010 году среди 123 человек трудоспособного возраста (15—64 лет) 87 были экономически активными, 36 — неактивными (показатель активности — 70,7 %, в 1999 году было 67,9 %). Из 87 активных жителей работали 72 человека (39 мужчин и 33 женщины), безработных было 15 (7 мужчин и 8 женщин). Среди 36 неактивных 6 человек были учениками или студентами, 17 — пенсионерами, 13 были неактивными по другим причинам.